# Réseau membranaire intracellulaire
Le réseau sous-membranaire intracellulaire (rmi), présent dans toutes les cellules eucaryotes et certaines procaryotes (hématie...) , comporte :
- Le réticulum endoplasmique rugueux
- le réticulum endoplasmique lisse
- L'appareil de Golgi (Ou dictyosome)
- Les lysosome

Le réseau sous-membranaire, constitué de nœuds moléculaires, structure les cellules. Certaines protéines de ce réseau vont, par exemple, conférer à la membrane plasmique une grande résistance (qui est d'ailleurs nécessaire dans le passage des hématies vers les capillaires.)